# Consistórios de Pio VII
O Papa Pio VII (1800-1823) criou 99 cardeais em 19 consistórios

## 11 de agosto de 1800
1. Diego Innico Caracciolo faleceu em 24 de janeiro de 1820
2. Ercole Consalvi faleceu em 24 de janeiro de 1824

## 20 de outubro de 1800
1. Luís Maria de Bourbon faleceu em 19 de março de 1823

## 23 de fevereiro de 1801
1. Giuseppe Firrao, Jr. faleceu em 24 de janeiro de 1820
2. Ferdinando Maria Saluzzo faleceu em 3 novembro 1816;
3. Luigi Ruffo Scilla faleceu em 17 novembro 1832;
4. Bartolomeo Pacca, Sr. faleceu em 19 abril 1844;
5. Cesare Brancadoro faleceu em 12 setembro 1837;
6. Giovanni Filippo Gallarati Scotti faleceu em 6 outubro 1819;
7. Filippo Casoni faleceu em 9 outubro 1811;
8. Girolamo della Porta faleceu em 5 setembro 1812;
9. Giulio Gabrielli faleceu em 22 setembro 1822;
10. Francesco Mantica faleceu em 13 aril 1802;
11. Valentino Mastrozzi faleceu em 13 maio 1809;
12. Giuseppe Albani faleceu em 3 de dezembro de 1834;
13. Marino Carafa do Belvedere faleceu em 5 de abril de 1830;

### in pectore
1. Antonio Felice Zondadari, (publicado em 28 de setembro de 1801) faleceu em 13 abril 1823;
2. Lorenzo Litta, (publicado em 28 de setembro de 1801) faleceu em 1º maio 1820;
3. Michelangelo Luchi, O.S.B. (publicado em 28 de setembro de 1801) faleceu em 29 setembro 1802;
4. Carlo Crivelli, (publicado em 29 de março de 1802) faleceu em 19 janeiro 1818;
5. Giuseppe Spina, (publicado em 29 de março de 1802) faleceu em 13 novembro 1828;
6. Michele di Pietro, (publicado em 9 de agosto de 1802) faleceu em 2 julho 1821;
7. Carlo Francesco Maria Caselli, O.S.M. (publicado em 9 de agosto de 1802) faleceu em 20 abril 1828;
8. Alphonse-Hubert de Latier de Bayane, (publicado em 9 de agosto de 1802) faleceu em 27 julho 1818;
9. Francesco Maria Locatelli, (publicado em 17 de janeiro de 1803) faleceu em 13 fevereiro 1811;
10. Giovanni Castiglione, (publicado em 17 de janeiro de 1803) faleceu em 9 janeiro 1815;
11. Charles Erskine, (publicado em 17 de janeiro de 1803) faleceu em 20 março 1811.

## 28 de setembrode1801

### RevelaçãoIn pecture
1. Antonio Felice Zondadari, (in pectore 23 de fevereiro de 1801)
2. Lorenzo Litta, (in pectore 23 de fevereiro de 1801)
3. Michelangelo Luchi, O.S.B. (in pectore 23 de fevereiro de 1801)

## 29 de marçode1802

### RevelaçãoIn pecture
1. Carlo Crivelli, (in pectore 23 de fevereiro de 1801)
2. Giuseppe Spina, (in pectore 23 de fevereiro de 1801)

## 9 de agosto de 1802
1. Domenico Pignatelli de Belmonte, C.R. faleceu em 5 fevereiro 1803

### RevelaçãoIn pecture
1. Michele di Pietro, (in pectore 23 de fevereiro de 1801)
2. Carlo Francesco Maria Caselli, O.S.M. (in pectore 23 de fevereiro de 1801)
3. Alphonse-Hubert de Latier de Bayane, (in pectore 23 de fevereiro de 1801)

## 17 de janeiro de 1803
1. Jean de Dieu-Raymond de Cucé de Boisgelin faleceu em 22 agosto 1804
2. Anton Theodor Colloredo-Waldsee-Mels faleceu em 12 setembro 1811
3. Pietro Antonio Zorzi faleceu em 17 de dezembro de 1803
4. Diego Gregorio Cadello faleceu em 5 julho 1807
5. Jean-Baptiste de Belloy faleceu em 10 junho 1808;
6. Étienne Hubert de Cambacérès faleceu em 25 outubro 1818;
7. Joseph Fesch faleceu em 13 maio 1839.

### RevelaçãoIn pecture
1. Francesco Maria Locatelli, (in pectore 23 de fevereiro de 1801)
2. Giovanni Castiglione, (in pectore 23 de fevereiro de 1801)
3. Charles Erskine, (in pectore 23 de fevereiro de 1801)

## 16 de maio de 1803
1. Miguel Carlos José de Noronha e Silva Abranches faleceu em 6 setembro 1803

### in pectore
1. Luigi Gazzoli, (publicado em 11 de julho de 1803) faleceu em 23 junho 1809.

## 11 de julho de 1803
1. Antonio Despuig y Dameto faleceu em 2 maio 1813;
2. Pietro Francesco Galeffi faleceu em 18 junho 1837.

### RevelaçãoIn pecture
1. Luigi Gazzoli, (in pectore 16 de maio de 1803)

## 26 de março de 1804
Pio nomeou um cardeal neste consistório e criou outro um cardeal em pectore. Ele morreu sem anunciar seus nomes e suas nomeações expiraram.
1. Carlo Oppizzoni faleceu em 13 abril 1855.

## 24 de agosto de 1807

### in pectore
1. Francesco Guidobono Cavalchini, (publicado em 6 de abril de 1818) faleceu em 5 de dezembro de 1828.

## 8 de março de 1816
1. Annibale della Genga - (Futuro Papa Leão XII) faleceu em 10 de fevereiro de 1829;
2. Pietro Gravina faleceu em 6 de dezembro de 1830;
3. Domenico Spinucci faleceu em 21 de dezembro de 1823;
4. Lorenzo Caleppi faleceu em 10 de janeiro de 1817
5. Antonio Gabriele Severoli faleceu em 8 de setembro de 1824;
6. Giuseppe Morozzo Della Rocca faleceu em 2 de março de 1842;
7. Tommaso Arezzo faleceu em 3 de fevereiro de 1833;
8. Francesco Saverio Castiglioni (Futuro Papa Pio VIII) faleceu em 30 de novembro de 1830;
9. Carlo Andrea Pelagallo faleceu em 6 de setembro de 1822;
10. Benedetto Naro faleceu em 6 de outubro de 1832;
11. Francisco Antonio Javier de Gardoqui Arriquíbar faleceu em 27 de janeiro de 1820;
12. Dionisio Bardaxí y Azara faleceu em 3 de dezembro de 1826;
13. Antonio Lamberto Rusconi faleceu em 1º agosto 1825;
14. Emmanuele de Gregorio faleceu em 7 de novembro de 1839;
15. Giovanni Battista Zauli faleceu em 21 de julho de 1819;
16. Nicola Riganti faleceu em 31 agosto 1822;
17. Alessandro Malvasia faleceu em 12 de setembro de 1819;
18. Francesco Fontana, B. faleceu em 19 de março de 1822;
19. Giovanni Caccia-Piatti faleceu em 15 de setembro de 1833;
20. Alessandro Lante Montefeltro della Rovere faleceu em 14 de julho de 1818;
21. Pietro Vidoni faleceu em 10 agosto 1830.

### in pectore
1. Camillo de Simone, (publicado em 22 de julho de 1816) faleceu em 31 de dezembro de 1817;
2. Giovanni Battista Quarantotti, (publicado em 22 de julho de 1816) faleceu em 15 de setembro de 1820;
3. Giorgio Doria Pamfilj Landi, (publicado em 22 de julho de 1816) faleceu em 16 de novembro de 1837;
4. Luigi Ercolani, (publicado em 22 de julho de 1816) faleceu em 10 de dezembro de 1825;
5. Stanislao Sanseverino, (publicado em 22 de julho de 1816) faleceu em 11 maio 1826;
6. Pedro de Quevedo y Quintano, (publicado em 23 de setembro de 1816)  faleceu em 28 março 1818
7. Francesco Cesarei Leoni, (publicado em 28 de julho de 1817) faleceu em 25 julho 1830;
8. Antonio Lante Montefeltro della Rovere, (publicado em 28 de julho de 1817) faleceu em 23 de outubro de 1817;
9. Lorenzo Prospero Bottini, (publicado em 1 de outubro de 1817) faleceu em 11 agosto 1818;
10. Fabrizio Sceberras Testaferrata, (publicado em 6 de abril de 1818) faleceu em 3 agosto 1843.

## 22 de julhode1816

### RevelaçãoIn pecture
1. Camillo de Simone, (in pectore 8 de março de 1816)
2. Giovanni Battista Quarantotti, (in pectore 8 de março de 1816)
3. Giorgio Doria Pamfilj Landi, (in pectore 8 de março de 1816)
4. Luigi Ercolani, (in pectore 8 de março de 1816)
5. Stanislao Sanseverino, (in pectore 8 de março de 1816)

## 23 de setembro de 1816
1. Francisco Antonio Cebrián y Valdá faleceu em 10 febbraio 1820
2. Maria-Thaddäus von Trauttmansdorf Weinsberg faleceu em 20 gennaio 1819
3. Franziskus Xaver von Salm-Reifferscheidt faleceu em 19 aprile 1822
4. Paolo Giuseppe Solaro faleceu em 9 settembre 1824.

### RevelaçãoIn pecture
1. Pedro de Quevedo y Quintano, (in pectore 8 de março de 1816)

## 28 de julho de 1817
1. Alexandre Angélique de Talleyrand-Périgord faleceu em 20 outubro 1821
2. César Guillaume de La Luzerne faleceu em 21 junho 1821
3. Louis-François de Bausset-Roquefort faleceu em 21 junho 1824

### RevelaçãoIn pecture
1. Francesco Cesarei Leoni, (in pectore 8 de março de 1816)
2. Antonio Lante Montefeltro della Rovere, (in pectore 8 de março de 1816)

## 1 de outubro de 1817
1. Agostino Rivarola faleceu em 7 novembro 1842.

### RevelaçãoIn pecture
1. Lorenzo Prospero Bottini, (in pectore 8 de março de 1816)

## 6 de abril de 1818
1. Johann Casimir Häffelin faleceu em 27 agosto 1827.

### RevelaçãoIn pecture
1. Francesco Guidobono Cavalchini, (in pectore 24 de agosto de 1807)
2. Fabrizio Sceberras Testaferrata, (in pectore 8 de março de 1816)

## 4 de junho de 1819
1. Arquiduque Rudolf da Áustria faleceu em 24 julho 1831.

## 27 de setembro de 1819
1. Carlos da Cunha e Meneses faleceu em 14 de dezembro de 1825
2. Cesare Guerrieri Gonzaga faleceu em 5 fevereiro 1832.

## 2 de dezembro de 1822
1. Anne-Antoine-Jules de Clermont-Tonnerre faleceu em 21 fevereiro 1830.

## 10 de março de 1823
1. Francesco Bertazzoli faleceu em 7 abril 1830;
2. Giovanni Francesco Falzacappa faleceu em 18 novembro 1840;
3. Antonio Pallotta faleceu em 19 julho 1834;
4. Francesco Serlupi Crescenzi faleceu em 6 fevereiro 1828;
5. Carlo Maria Pedicini faleceu em 19 novembro 1843;
6. Luigi Pandolfi faleceu em 2 fevereiro 1824;
7. Fabrizio Turriozzi faleceu em 9 novembro 1826;
8. Ercole Dandini faleceu em 22 julho 1840;
9. Carlo Odescalchi faleceu em 17 agosto 1841;
10. Antonio Frosini faleceu em 8 julho 1834;
11. Tommaso Riario Sforza faleceu em 14 março 1857;
12. Viviano Orfini faleceu em 8 maio 1823

### in pectore
1. Giacinto Placido Zurla, O.S.B.Cam. (publicado em 16 de maio de 1823) faleceu em 29 outubro 1834.

## 16 de maio de 1823
1. Anne-Louis-Henri de La Fare faleceu em 10 de dezembro de 1829.

### RevelaçãoIn pecture
1. Giacinto Placido Zurla, O.S.B.Cam. (in pectore 10 de março de 1823)